# 趙世祿
赵世禄（1573年—？），字文叔，號紫房，浙江宁波府鄞县人，明朝政治人物。

## 生平
萬曆癸酉正月二十日生，萬曆二十二年（1594年）甲午科浙江乡试举人，二十九年（1601年）辛丑科進士，通政司觀政，授刑部主事，三十一年江南审决，议楚藩之狱，词连大帅，执法不阿，三十四年升员外郎。万历三十五年出知苏州府，修三江水利，尽去私占，改知撫州府，四十年九月擢山东按察司副使。四十二年丁憂，四十五年再起任江西按察副使，备兵吉安，与邹元标、郭子章诸先生交，执礼甚恭，江右士翕然宗之。未几，引年归。

## 家族
曾祖趙昊，嘉靖五年丙戌進士、瓊州知府；祖父趙伯俞，儒官；父趙寉随。